# Brussels Challenger 1982
Il Brussels Challenger 1982 è stato un torneo di tennis facente parte della categoria ATP Challenger Series nell'ambito dell'ATP Challenger Series 1982. Il torneo si è giocato a Bruxelles in Belgio dal 23 al 29 agosto 1982 su campi in terra rossa.

## Vincitori

### Singolare
Jan Gunnarsson ha battuto in finale  Alberto Tous con il punteggio di 6–4, 6–4

### Doppio
Alberto Tous /  Raúl Viver hanno battuto in finale  David Graham /  Laurie Warder con il punteggio di 3–6, 6–3, 7–5